# Havasi legelő

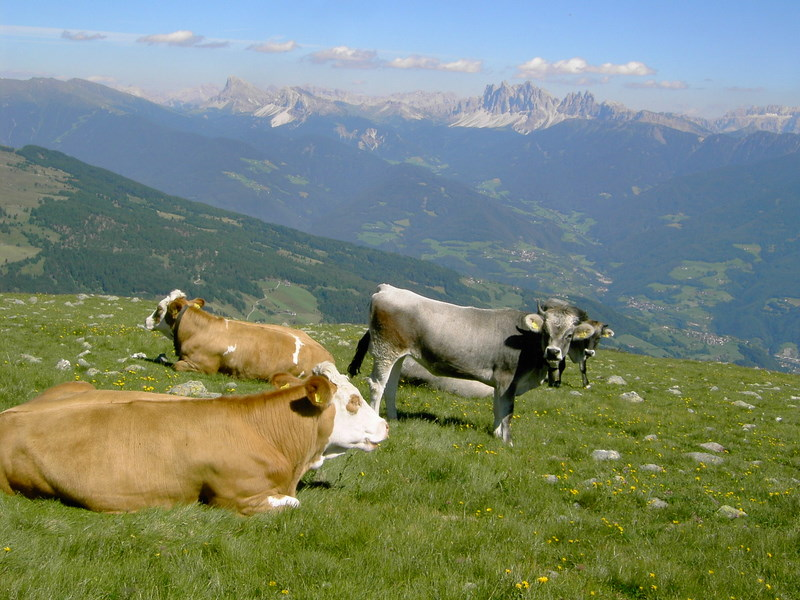
Állatok a havasi legelőn

Havasi legelő a tengerszint felett 1800-2500m között fekvő gyepes terület, ahol a vidék lakossága legeltető állattartást és az ahhoz kapcsolódó pásztorkodást folytat.

## Leírása

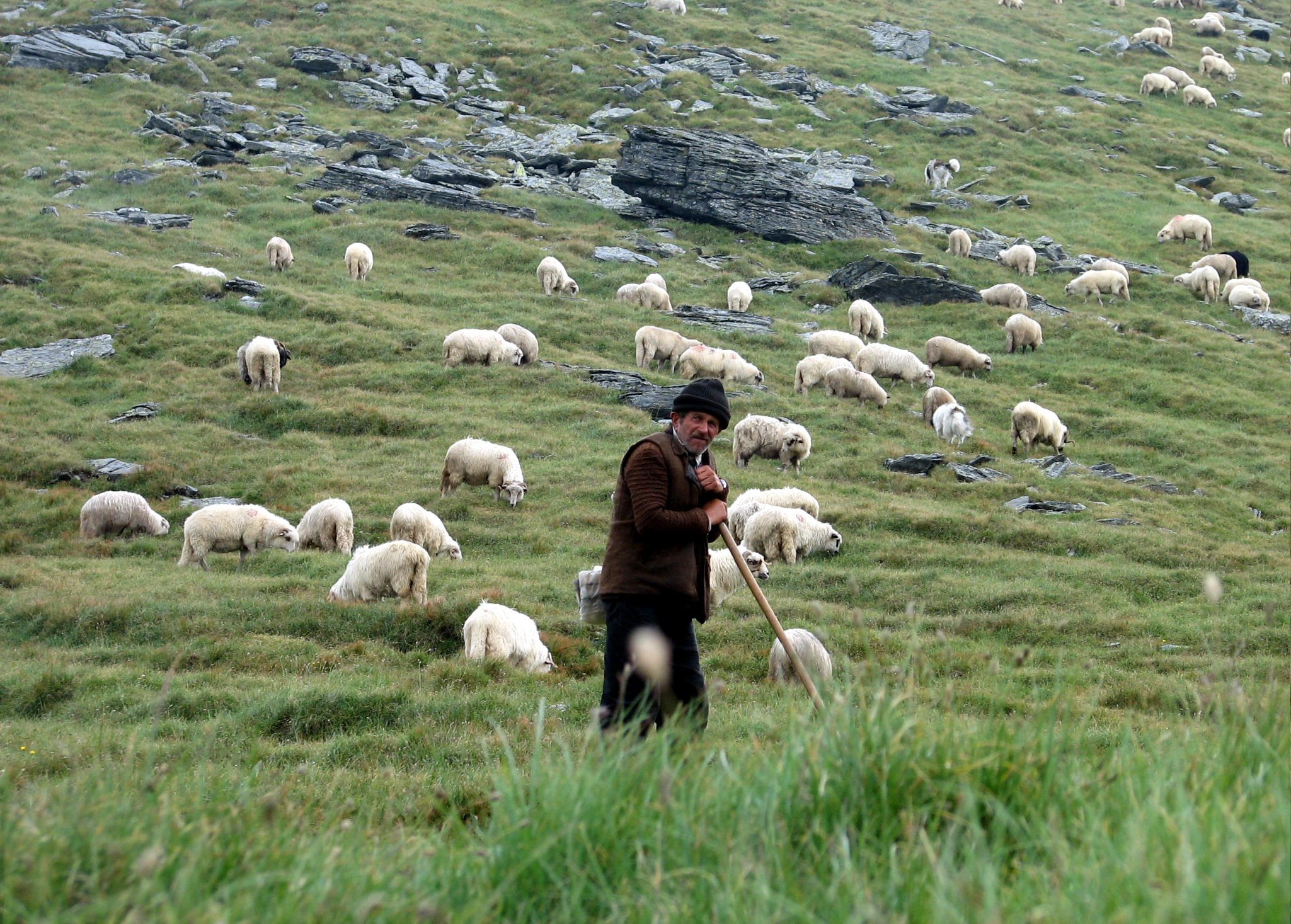
Juh-legeltetés a Fogarasi-havasokban

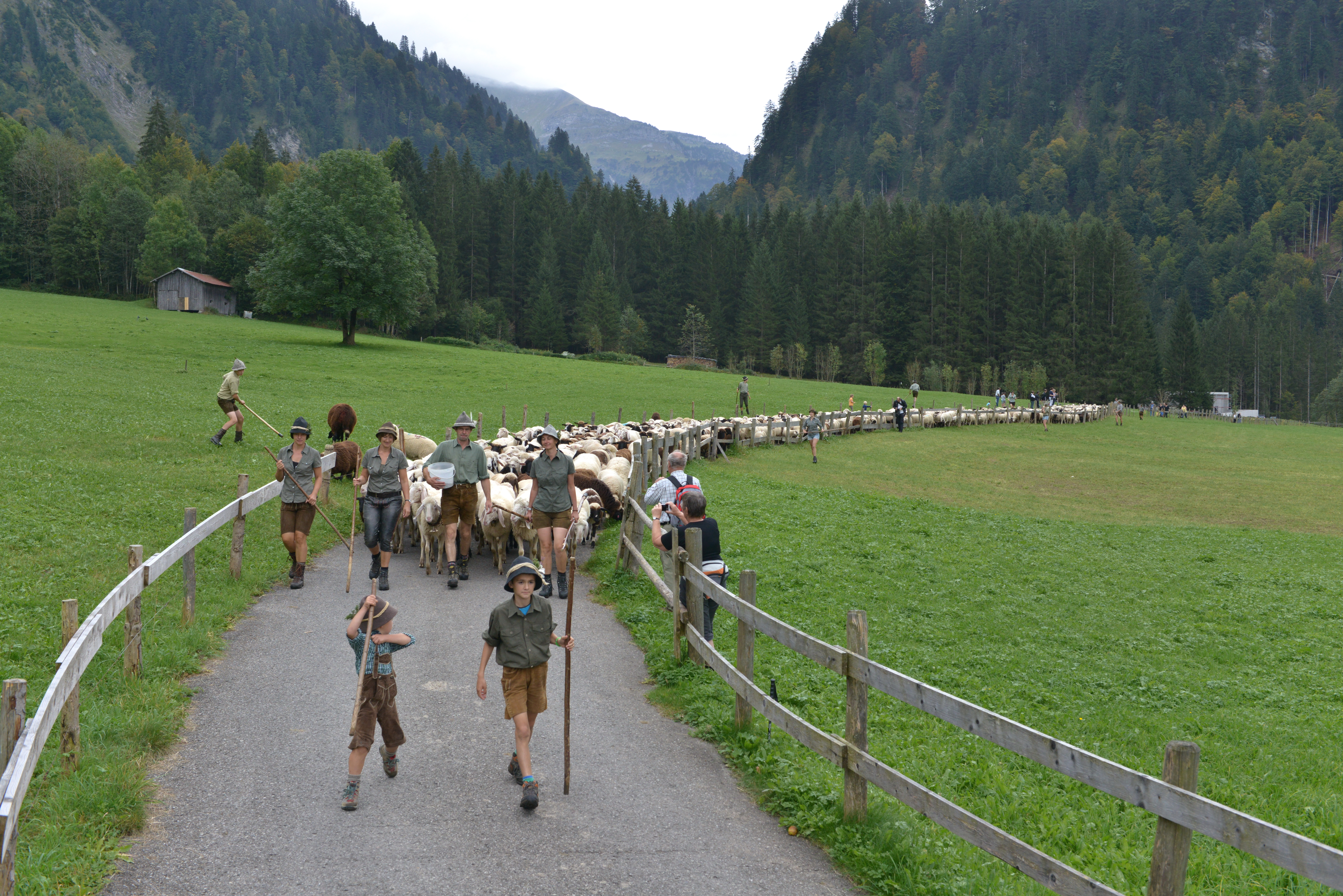

A magasabb hegységek gyeppel fedett területei a magas hegyvidéki állattartás nyári legelőzónája, mely az itt legeltetett állatok számára jó minőségű, a tejelválasztásra kedvező hatású füvet termel. A völgyi településekből ide hajtják fel tavasztól őszig legelni az állatokat.
A hegyvidékek füves területeit a mérsékelt égöv alatti hegyvidékeken Eurázsia-szerte - az év bizonyos szakaszaiban - legelőként használják. E hegyvidéki füves területeken kiterjedt pásztorkodó állattartás folyik. E magas hegységi legelők felhasználásának módja, mértéke az adott gazdálkodási rendszerektől függően változatos. Közép- és Belső-Ázsia magashegyi legelőit például egyes évszakokban rendszeresen a nomád állattartók keresik fel nyájaikkal, míg a Pireneusi-, Appennini- és Balkán-félsziget, valamint a Déli-Kárpátok és részben az Alpok hegyi legelőin nyaranta a havasi esztenákon folyik a legeltetés.

## Növényvilága

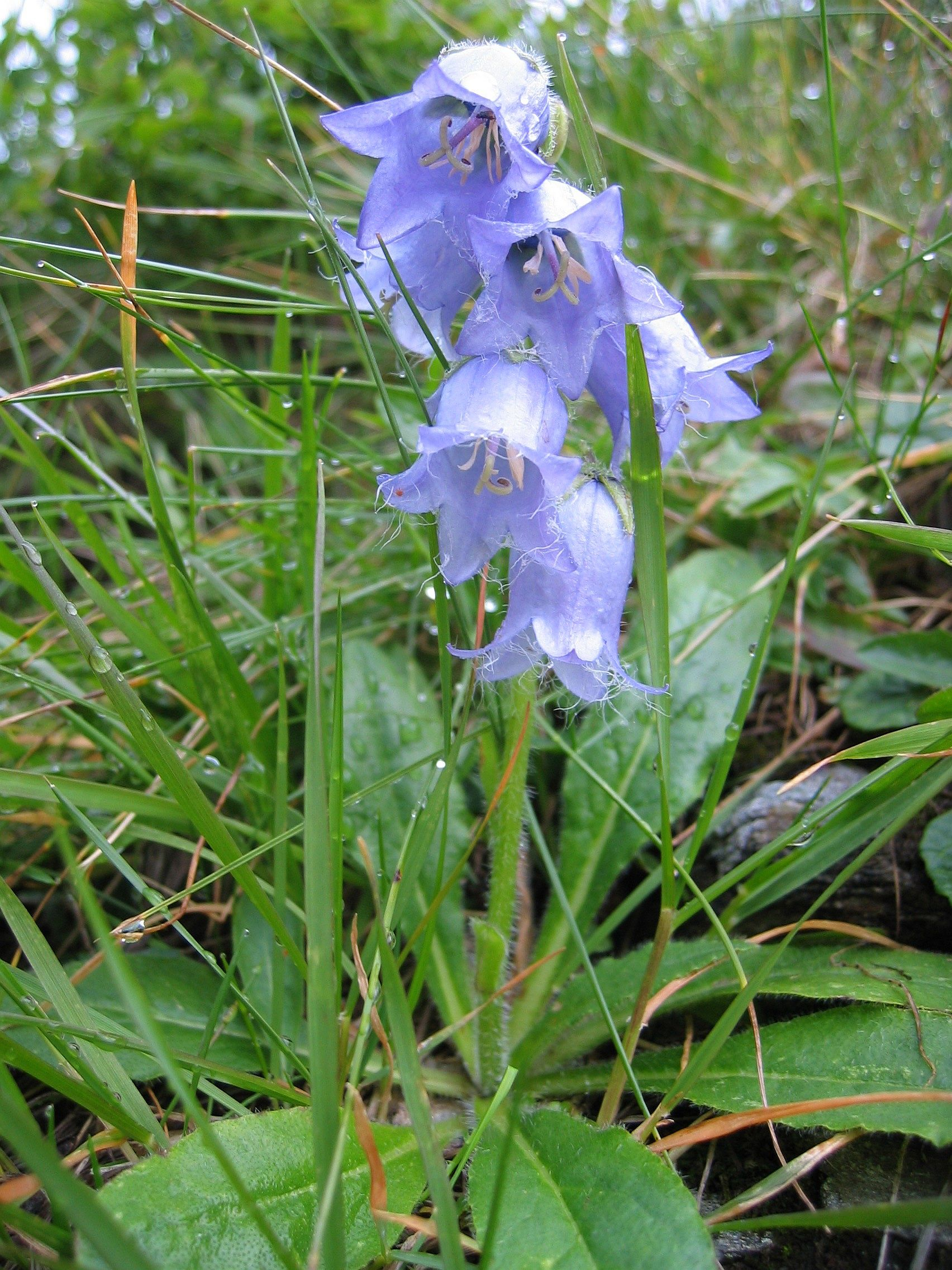
Szakállas harangvirág (Campanula barbata)

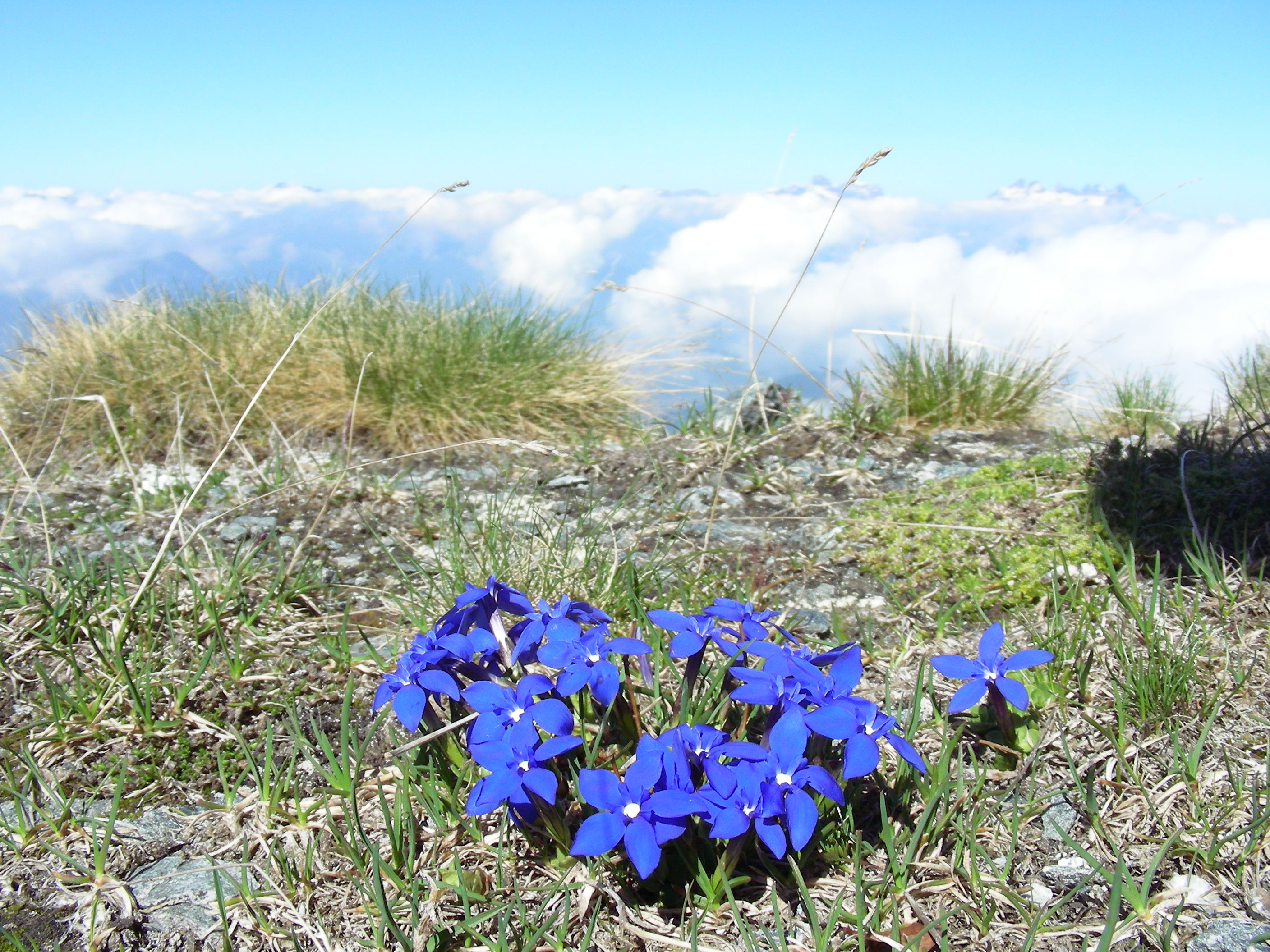
Tavaszi tárnics (Gentiana verna)

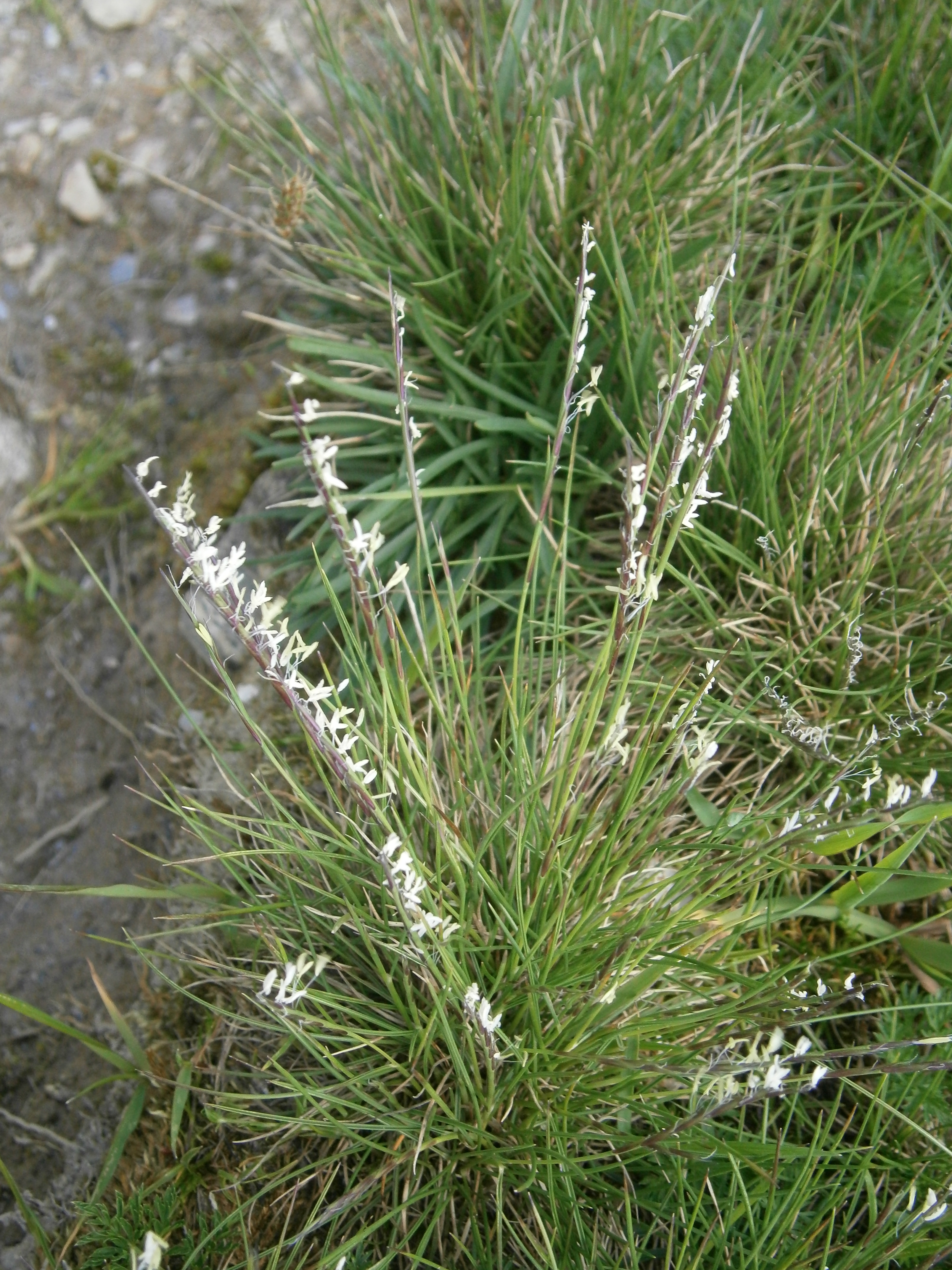
Szőrfű (Nardus stricta)

Az alpesi rétek és legelők olyan, sajátságos élőhelyek, amelyeken az emberi tevékenység, az extenzív gazdálkodás aktívan hozzájárul a fajok sokféleségének kialakulásához. A legeltetés hatására bizonyos növényfajok elszaporodhatnak, hiszen az állatok szelektíven választják meg a takarmányukat. Emellett a legelő állatok nemcsak letapossák a réteket, de gazdagon meg is trágyázzák azokat. Az intenzív legeltetés hatására alakul ki például a szőrfűgyep.
A havasi legelők jellemzőbb növényei:
- havasi lórom (Rumex alpinus),
- fehér zászpa (Veratrum album)
- szártalan bábakalács (Carlina acaulis) - Ez a növény rendkívül érzékeny a páratartalom változására: eső előtt bezárja a szirmait, így időjárás-előrejelzőként is ismert.
- szakállas harangvirág (Campanula barbata)
- tavaszi tárnics (Gentiana verna)
- hegyi árnika (Arnica montana
- havasi sisakvirág (Aconitum napellus) – rendkívül mérgező növény, a kelták nyílmérge volt. Mérge már igen csekély mennyiségben is leállítja a szívet és megbénítja a légzést.
- szőrfű (Nardus stricta).

## Galéria

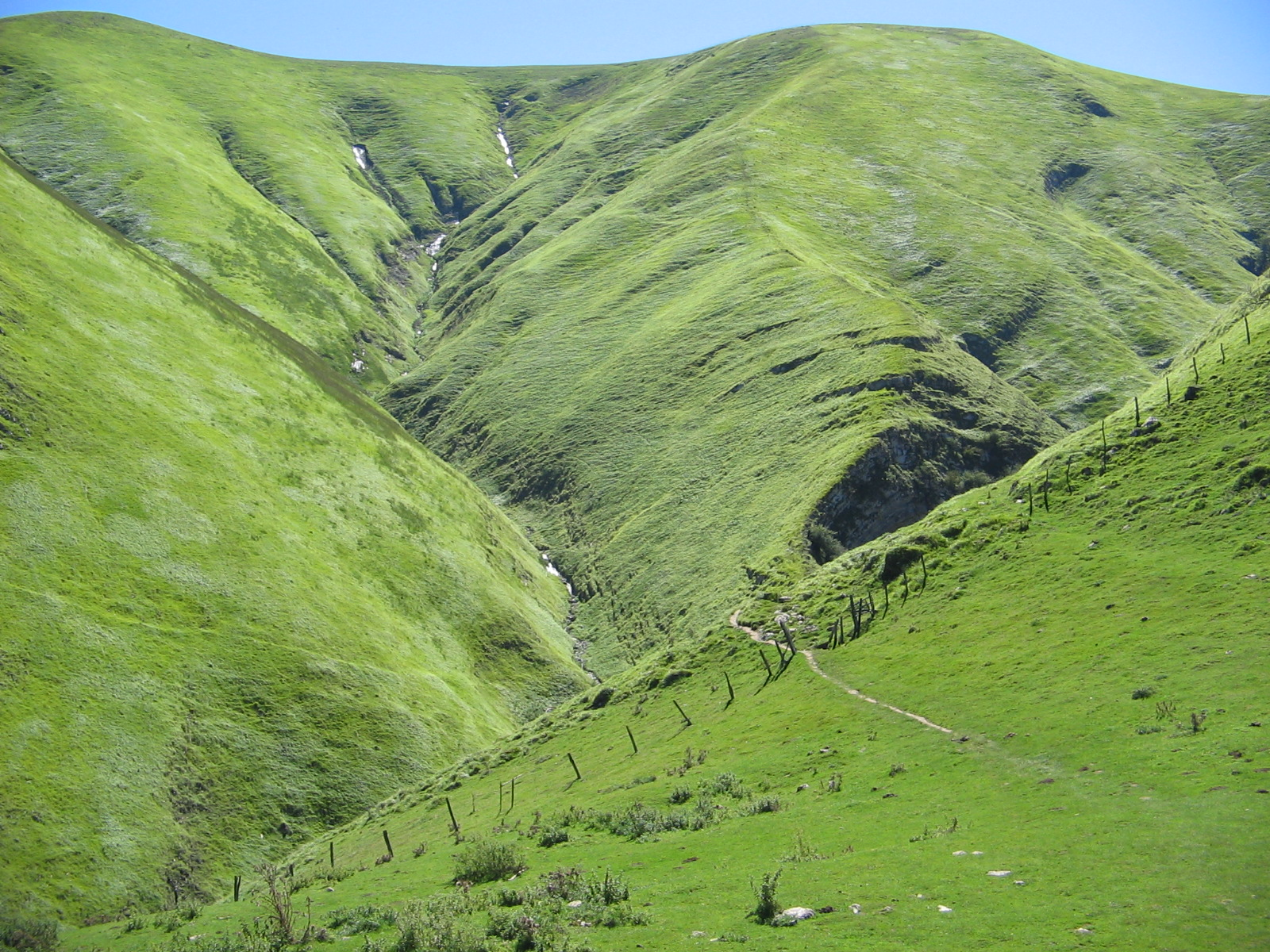
Hegyi legelő a Pireneusokban
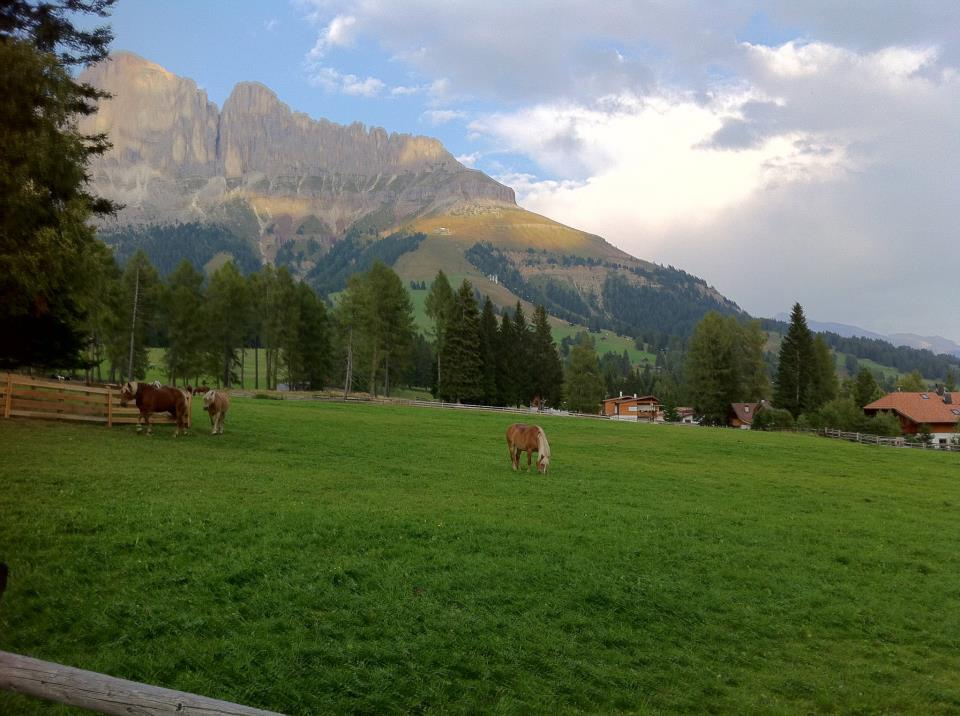
A Haflingi kisló a Dolomitokban, a Latemar hegycsoport hegyi legelőjén
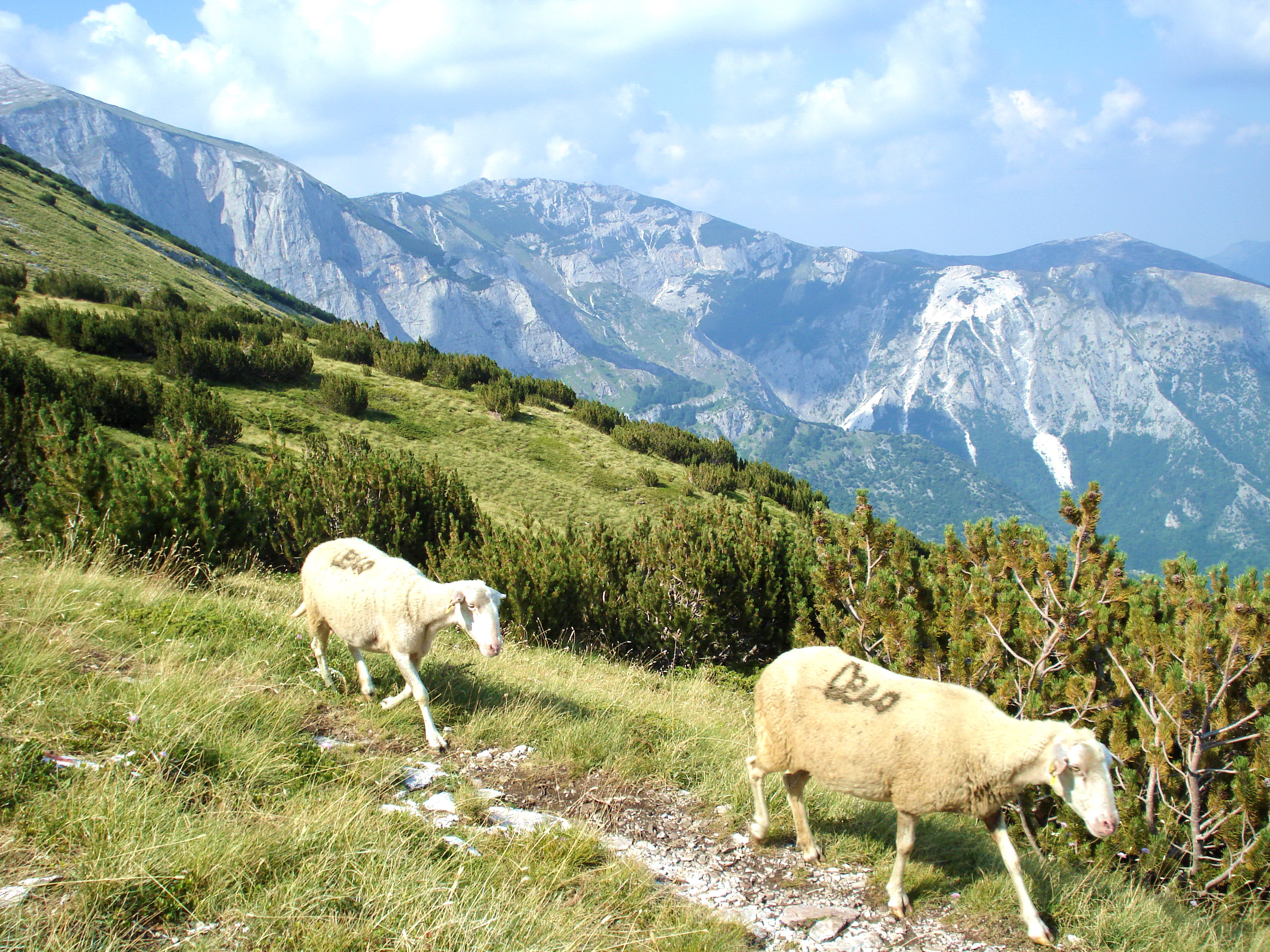
Hegyi legelő a Balkán-félszigeten Macedóniában
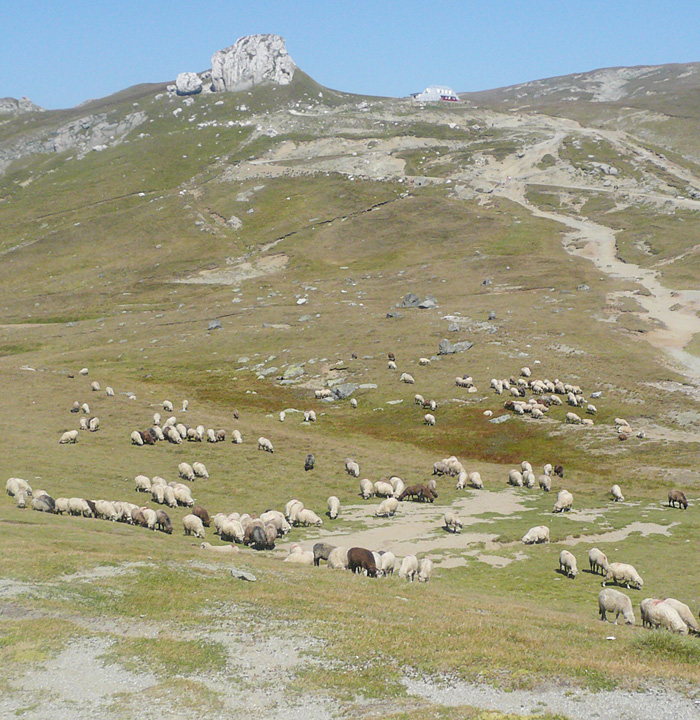
Hegyi legeltetés a Déli-Kárpátokban, a Bucsecs-hegységben